# Friedrich Kasimir Medikus
Friedrich Kasimir Medikus ou Friedrich Casimir Medicus est un médecin et botaniste allemand, né le 6 janvier 1736 à Grambach et mort le 8 juillet 1808 à Mannheim.
Il est conseiller de régence en Bavière, directeur de l’université de Heidelberg et conservateur du jardin botanique de Mannheim. Il contribue à la diffusion de la culture de l’acacia robinier en Europe.

## Biographie
Medicus étudie à Tübingen, Heidelberg et Strasbourg. Il exerce en tant que médecin à Mannheim. Le duc Christian de Palatinat-Deux-Ponts le nomme conseiller à la cour et médecin de la cour en 1764. Il prend part à la création du jardin botanique en 1766. En 1769, il est nommé médecin de la garnison de Mannheim.
Medicus est membre de l'Académie des sciences de Bavière depuis 1761 et membre de l'Académie impériale des naturalistes de Vienne dès 1762 et l'année suivante de l'Académie des sciences du Palatinat située à Mannheim. Il est nommé en 1769 membre d'honneur de la Société physico-économique de Kaiserslautern et un an plus tard il en devient le directeur.
Medicus dirige les jardins de Schwetzingen et de Mannheim. Son jardin botanique est sévèrement endommagé par les bombardements français de 1795 et de 1799 et disparaît après sa mort en 1808.
Medicus en tant que botaniste s'est opposé à la systématique de Linné, dont il a corrigé certaines erreurs, et s'en est tenu à celle de Tournefort qui plus tard a été considérée comme dépassée par celle de Linné.

## Quelques œuvres
- Geschichte periodischer Krankheiten (Karlsruhe, 1764, réédité à Francfort en 1794, puis traduit en français par Jean Baptiste Lefebvre de Villebrune et paru à Paris en 1790 sous le titre de Traité des maladies périodiques sans fièvre, ou histoire de ces maladies, avec la vraie méthode curative qu'il faut suivre pour les guérir).
- Sammlung von Beobachtungen aus der Arzengwissenschaft (Zurich, deux volumes, 1764-1766, réédité en 1776).
- Briefe an den Hern I.G. Zimmermann, über cinige Erfahrungen aus der Arznegwissenschaft (Mannheim, 1766).
- Sur les rechutes et sur la contagion de la petite vérole, deux lettres de M. Medicus,... à M. Petit (Mannheim, 1767).
- Von dem Bau auf Steinkohlen (Mannheim, 1768). Texte en ligne :
- Beiträge zur schönen Gartenkunst (Mannheim, 1782). Texte en ligne :
- Botanische Beobachtungen (Mannheim, 1780-1784). Texte en ligne :
- Über einige künstliche Geschlechter aus der Malven- Familie, denn der Klasse der Monadelphien (Mannheim, 1787). Texte en ligne :
- Pflanzen-Gattungen nach dem Inbegriffe sämtlicher Fruktifications-Theile gebildet... mit kritischen Bemerkungen (Mannheim, 1792). Texte en ligne :
- Über nordamerikanische Bäume und Sträucher, als Gegenstände der deutschen Forstwirthschaft und der schönen Gartenkunst (Mannheim, 1792).
- Critische Bemerkungen über Gegenständen aus dem Pflanzenreiche (Mannheim, 1793). Texte en ligne :
- Geschichte der Botanik unserer Zeiten (Mannheim, 1793). Texte en ligne :
- Unächter Acacien-Baum, zur Ermunterung des allgemeinen Anbaues dieser in ihrer Art einzigen Holzart (Leipzig, quatre volumes, 1794-1798). Texte en ligne :
- Über die wahren Grundsätze der Futterbaues (Leipzig, 1796).
- Beyträge zur Pflanzen-Anatomie, Pflanzen-Physiologie und einer neuen Charakteristik der Bäume und Sträucher (Leipzig, deux volumes, 1799-1800).
- Entstehung der Schwämme, vegetabilische Crystallisation (Leyde, 1803).
- Fortpflanzung der Pflanzen durch Examen (Leyde, 1803). Texte en ligne :
- Beiträge zur Kultur exotischer Gewächse (Leipzig, 1806).